# Onze-Lieve-Vrouw-Geboortekerk (Overslag)
De Onze-Lieve-Vrouw-Geboortekerk is een kerk in Overslag in de provincie Oost-Vlaanderen, België. Het is een driebeukige kerk met vijf traveeën en een vierkante westertoren. De kerk is opgedragen aan Onze-Lieve-Vrouw-Geboorte.

## Geschiedenis
De eerste stenen kerk werd in 1711-1712 gebouwd onder impuls van toenmalig bisschop van Gent Philips Erard van der Noot, op de plaats waar een houten noodkapel stond. Oorspronkelijk was het een kerk met één beuk. De eerstesteenlegging gebeurde in 1711 en de inwijding in 1712 gebeurde door de bisschop. Boven de ingang is het wapenschild van bisschop van der Noot in witsteen ingemetseld.

In 1733 werden het hoofdaltaar en het plafond beschadigd door een brand, waarna in 1734 een nieuw hoofdaltaar geplaatst werd. Tussen 1851 en 1900 werd de kerk uitgebreid, er werden zijbeuken aangebouwd, de kerk werd verlengd en ook de huidige kerktoren dateert van deze periode. In 1995 gebeurde onder leiding van architect Johan Piot een uitgebreide renovatie waarbij onder andere het kerkportaal vernieuwd werd.

## Bezienswaardigheden
Het hoofdaltaar dateert van 1734. In de zijbeuken bevinden zich het Onze-Lieve-Vrouwaltaar (noord) en het Heilige Corneliusaltaar (zuid), beiden gepolychromeerd en daterend van 1891 tot 1900. De eikenhouten biechtstoel werd vervaardigd rond 1870 en de preekstoel werd vernieuwd in 1906. Het zilveren zonnemonstrans met een hoogte van 63 cm dateert uit de 19de eeuw. “Jezus aan het kruis” werd in hout gebeeldhouwd rond 1730 en heeft een hoogte van 175 cm. Drie schilderijen (olieverf op doek) van 200 cm hoog en 130 cm breed uit de 19de eeuw van een onbekend kunstschilder stellen de “Heilige Coleta Boylet van Corbie”, de “Verschijning van O-L-Vrouw aan Margaretha van Cortona” en de “Heilige Ambrosius van Milaan” voor. Twee houten gepolychromeerde beelden van “O-L-Vrouw met Kind” en “H.Cornelis” werden rond 1891-1900 gebeeldhouwd.

## Kerkhof
De begraafplaats bevindt zich nog steeds rond de kerk. In de zuidoostelijke hoek van het kerkhof werd in 1925 de “grot ter ere van Onze-Lieve-Vrouw Onbevlekt Ontvangen” (ook wel “grot van Lourdes” genoemd) gebouwd, een initiatief van pastoor De Buyst. In 1927 werd de kerkhofmuur gebouwd met daarin de kapellen van Onze-Lieve-Vrouw van Zeven Weeën.

## Ontwijding
Omdat er te weinig gelovigen de kerk nog bezoeken werd er beslist om midden 2019 de kerk te ontwijden. Vanaf november 2017 werd een actie gestart om de bewoners van Overslag medezeggenschap te geven over de mogelijke toekomst van het kerkgebouw. In oktober 2021 werd beslist dat de lokale Brouwerij Broers zijn intrek zal nemen in de kerk.

## Fotogalerij

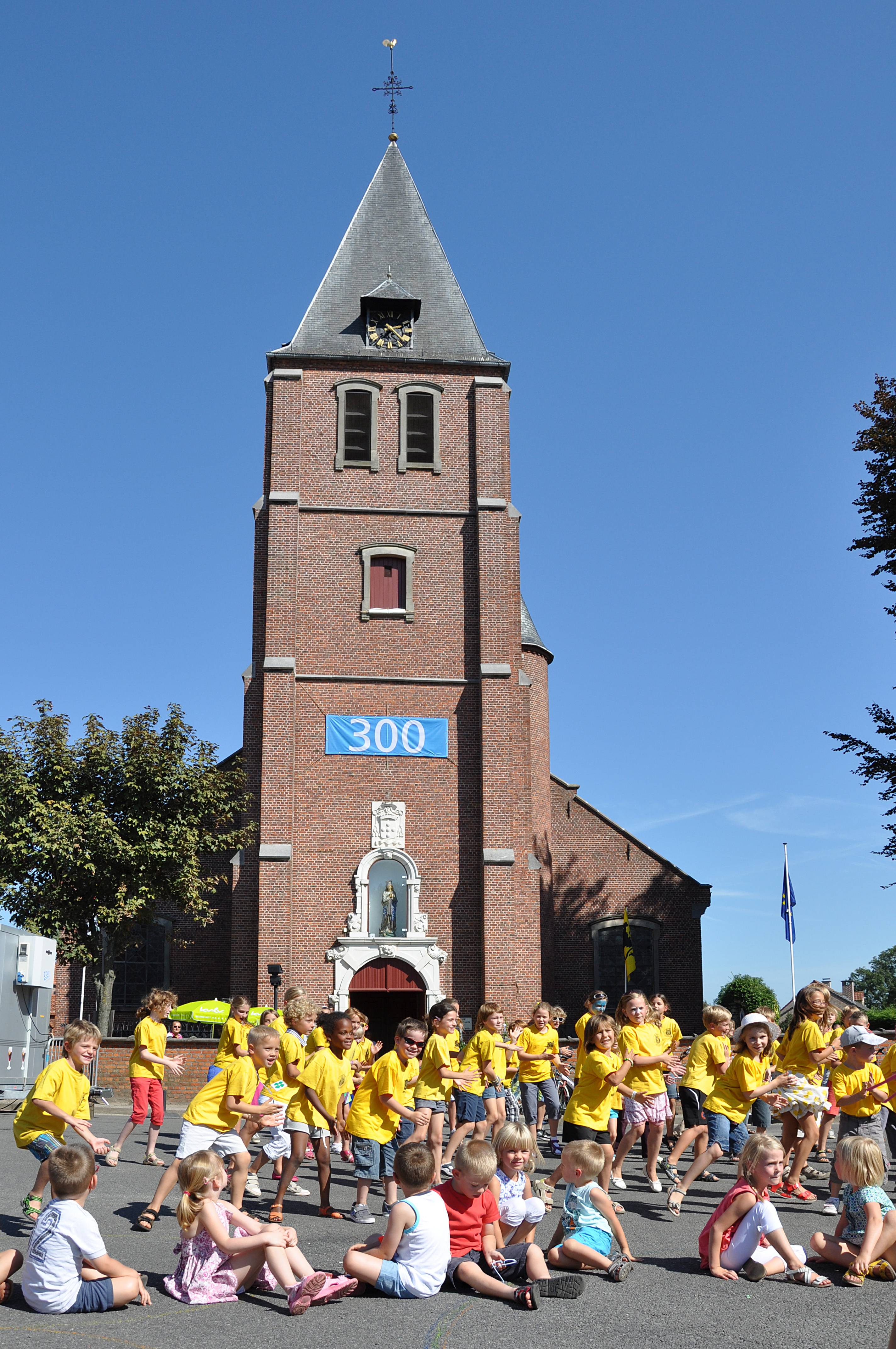
Viering 300 jaar kerk september 2012
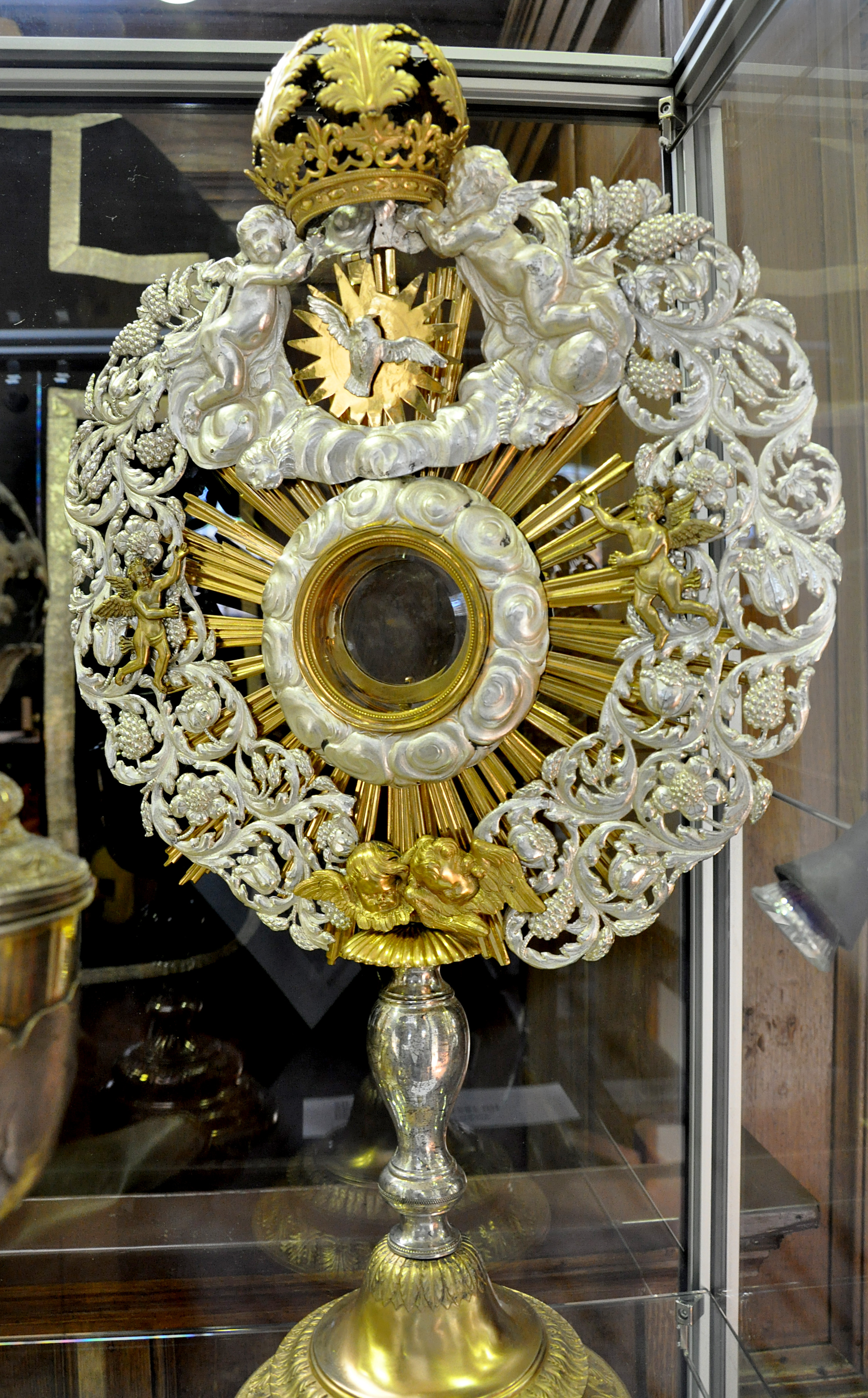
Zonnemonstrans 19de eeuw
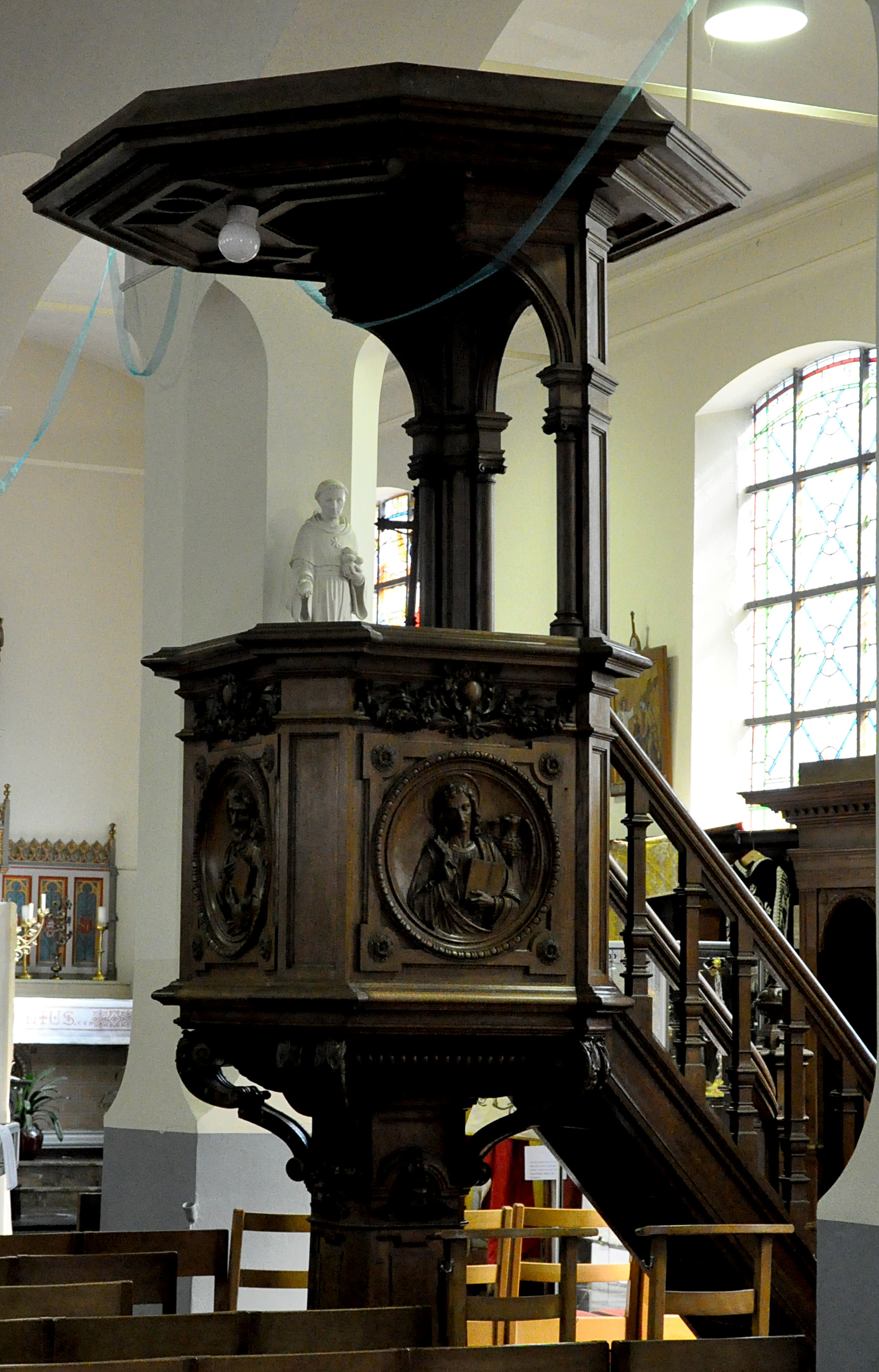
Preekstoel 1906
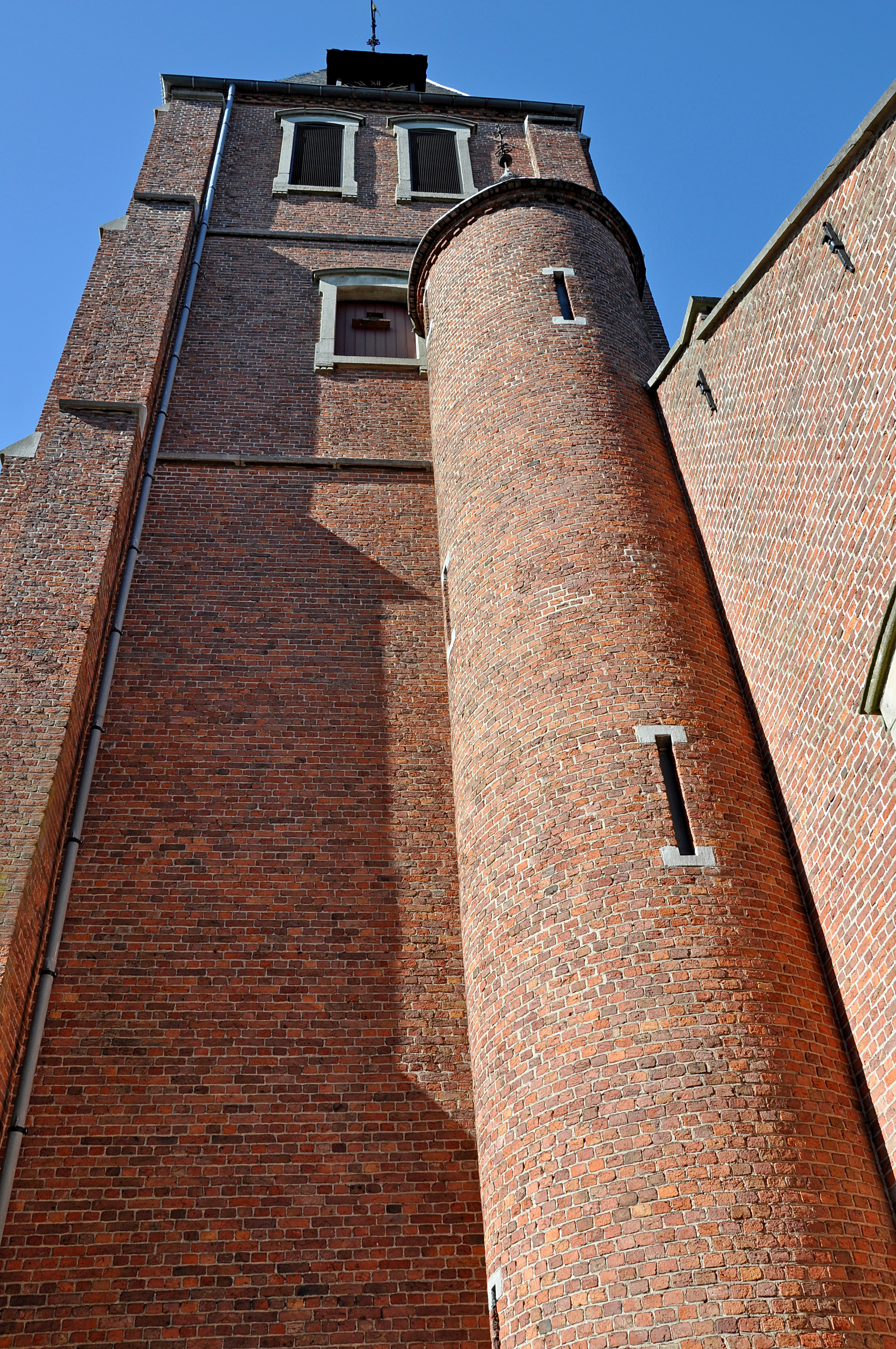
Kerktoren
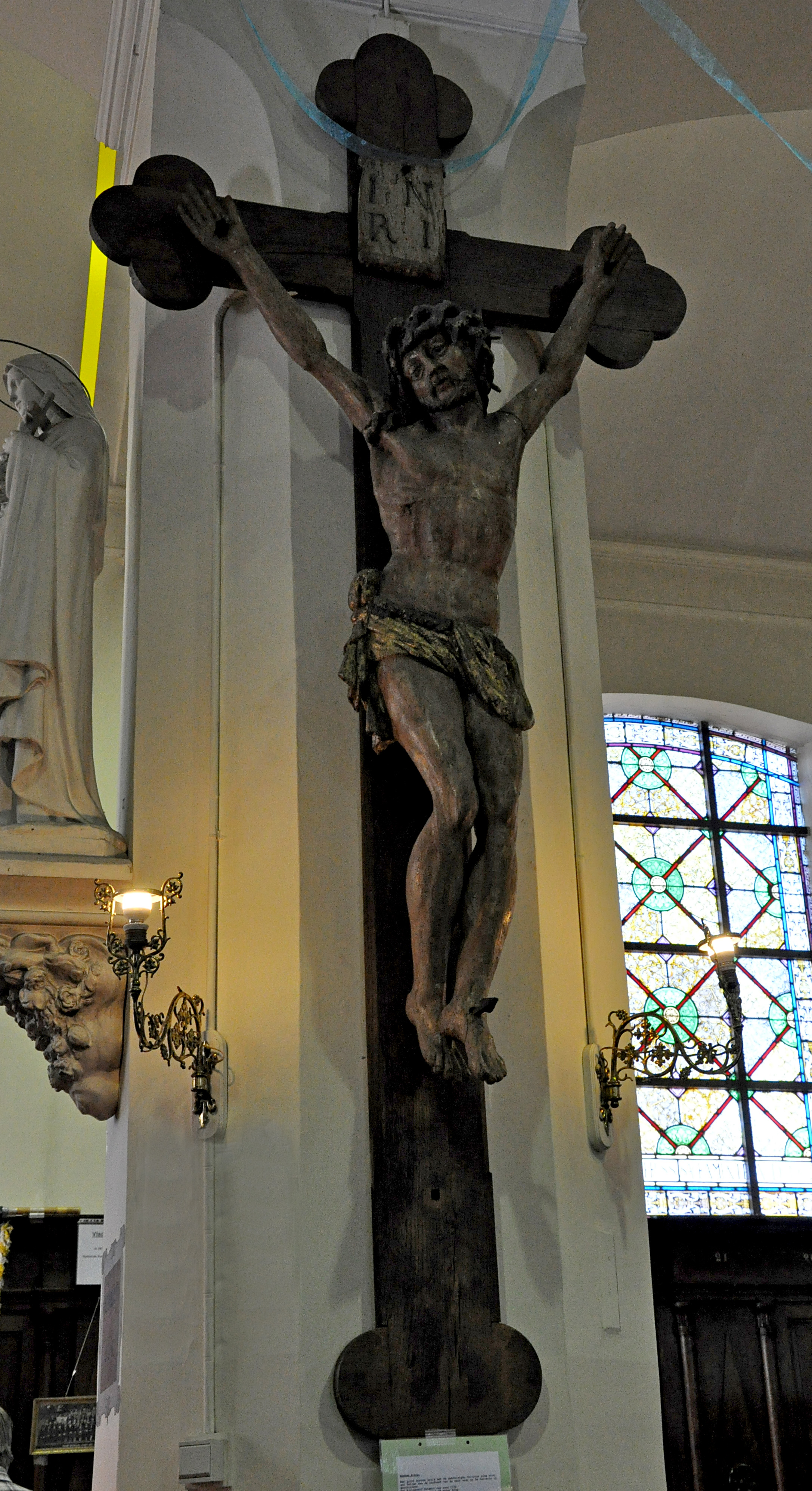
"Jezus aan het kruis" ca.1730
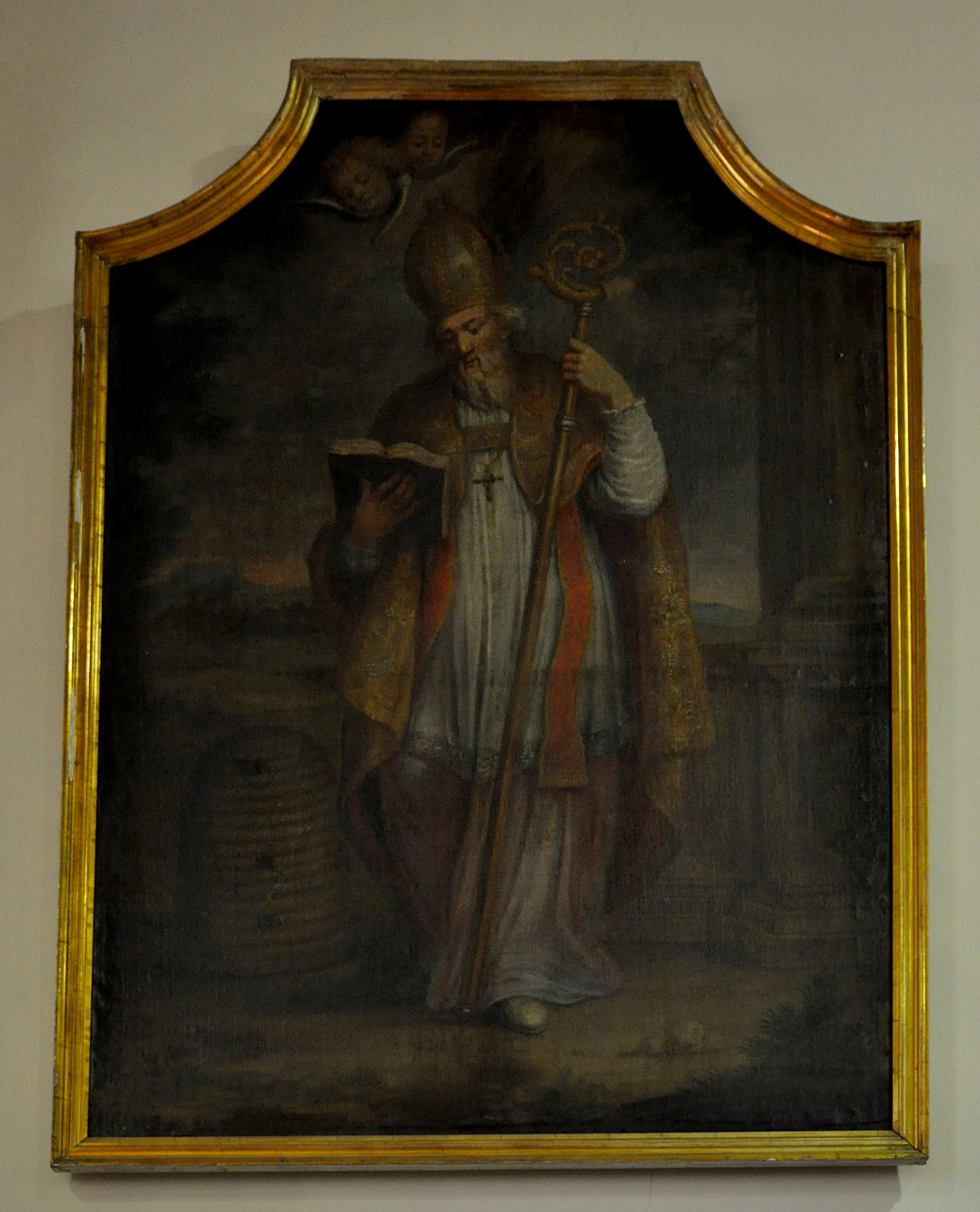
Heilige Ambrosius van Milaan, 19de eeuw
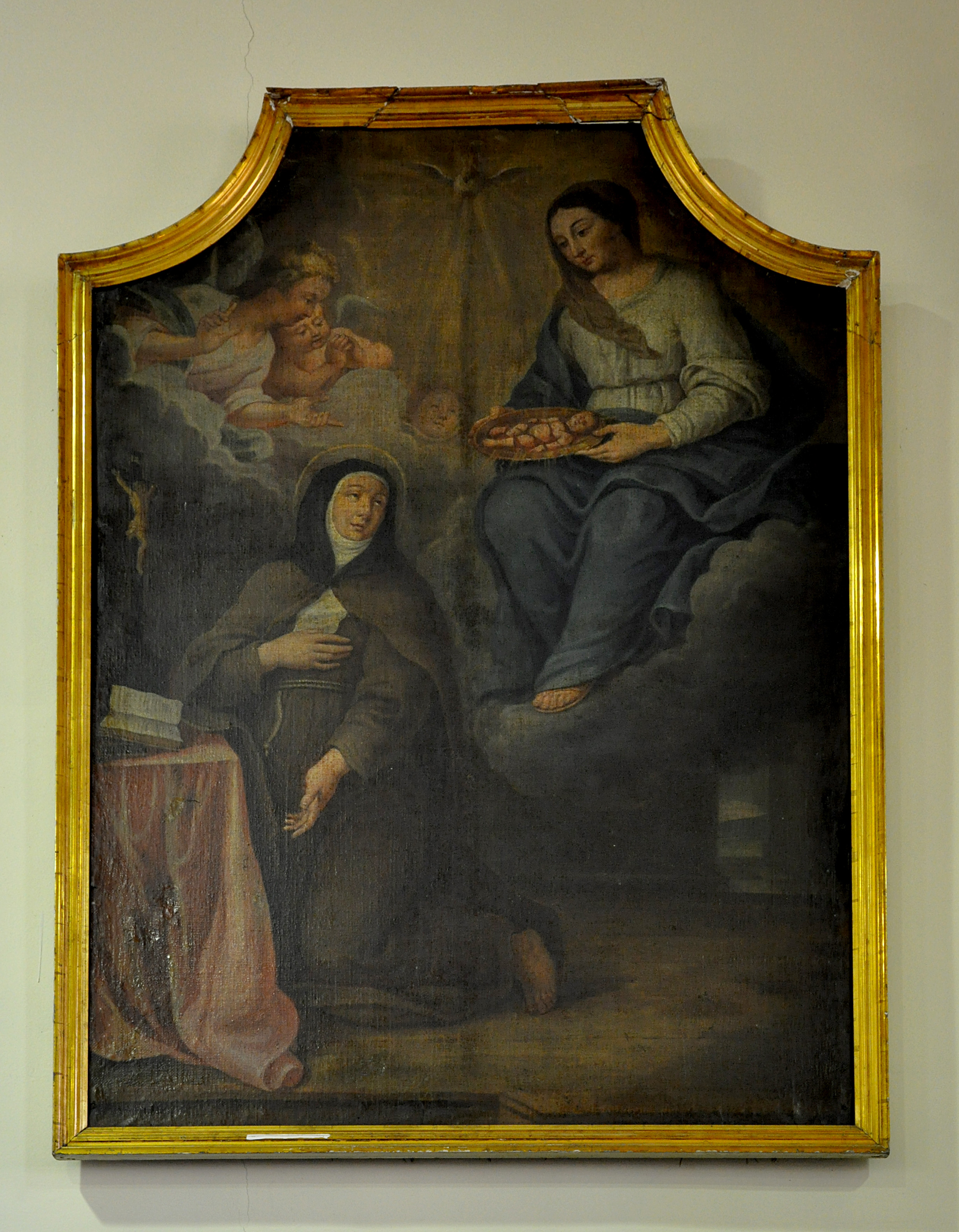
Heilige Coleta Boylet van Corbie, 19de eeuw
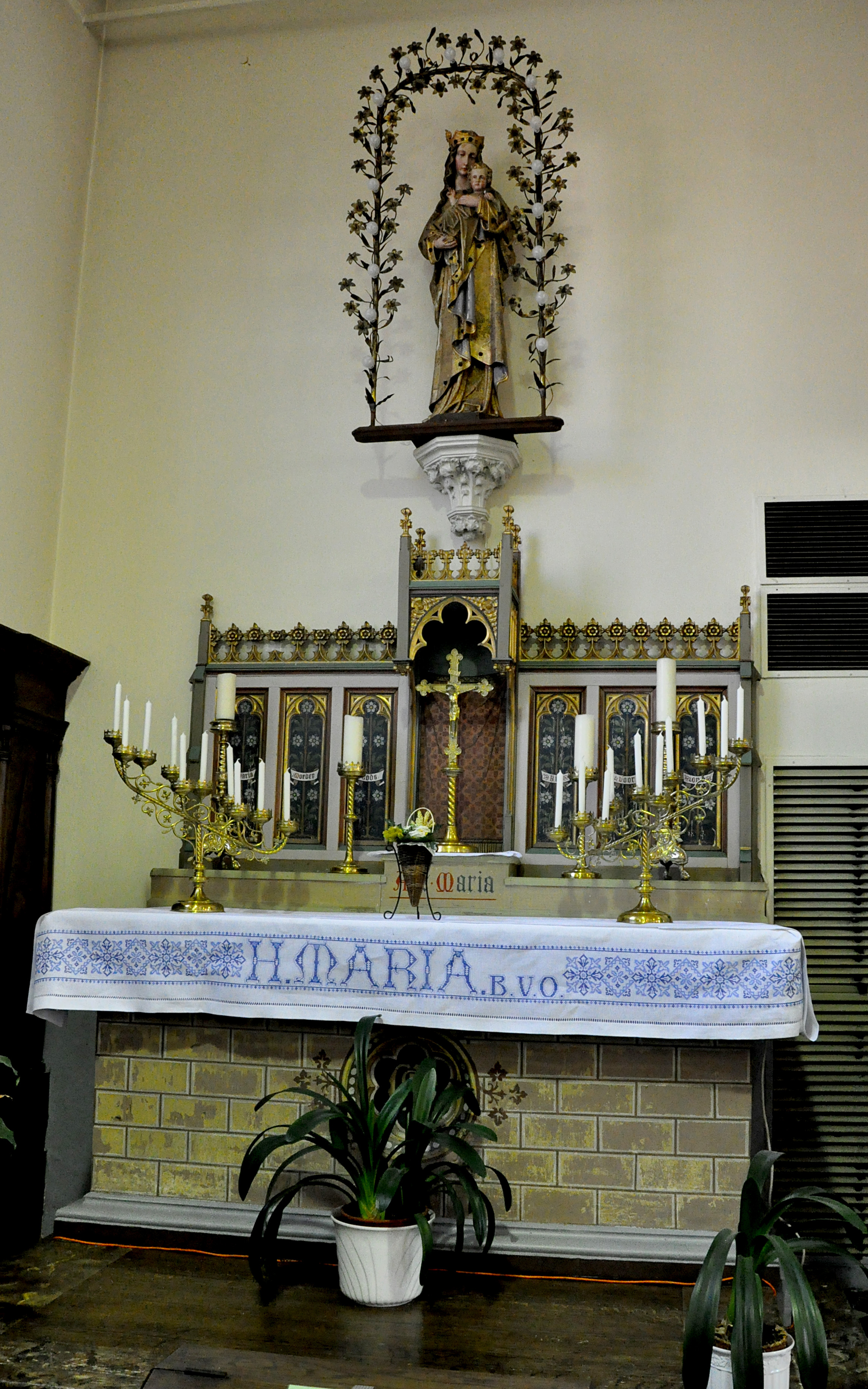
Onze-Lieve-Vrouwaltaar en houten gepolychromeerde beeld van “O-L-Vrouw met Kind"
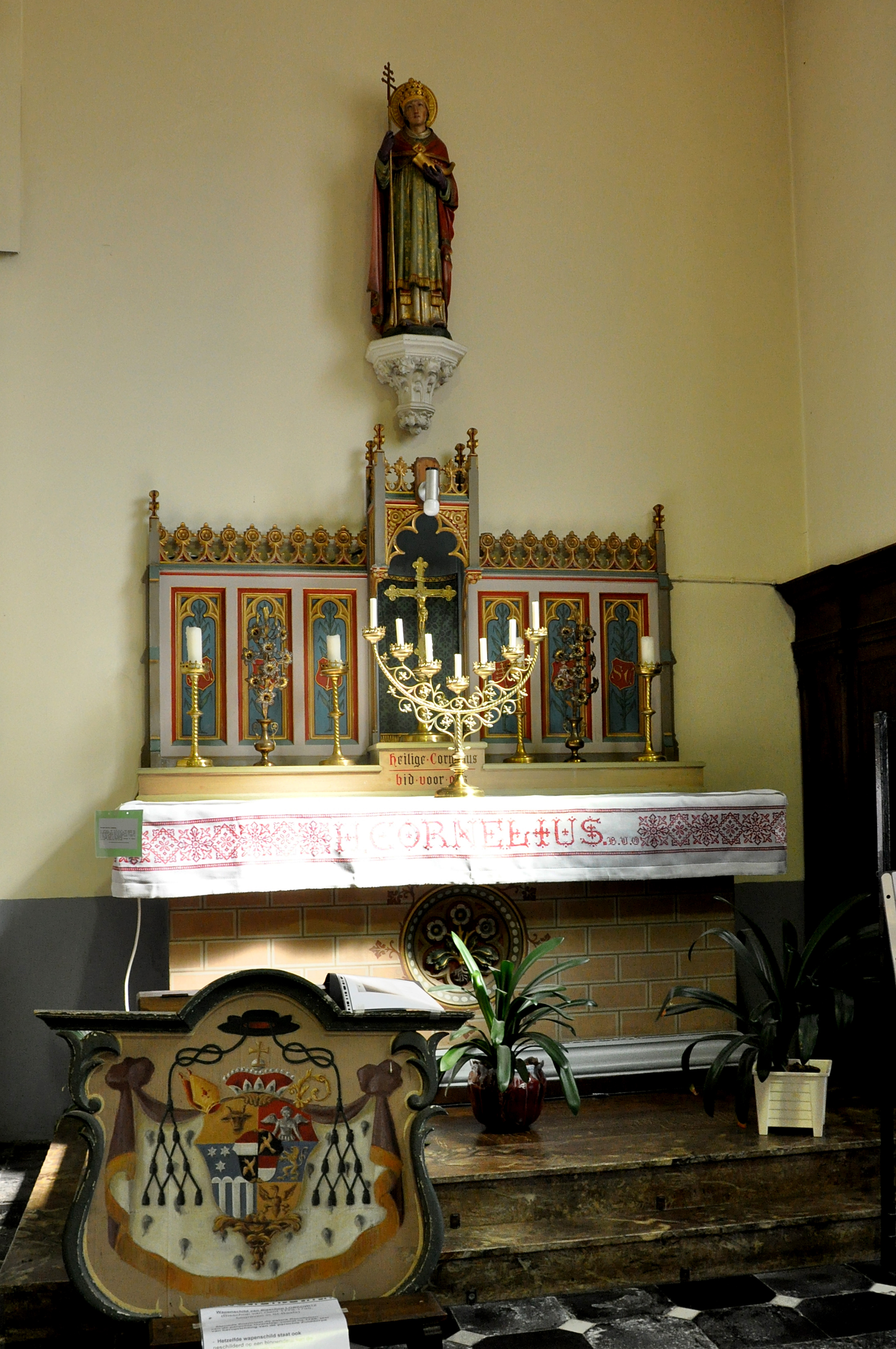
Heilige Corneliusaltaar en houten gepolychromeerde beeld van “H.Cornelis”
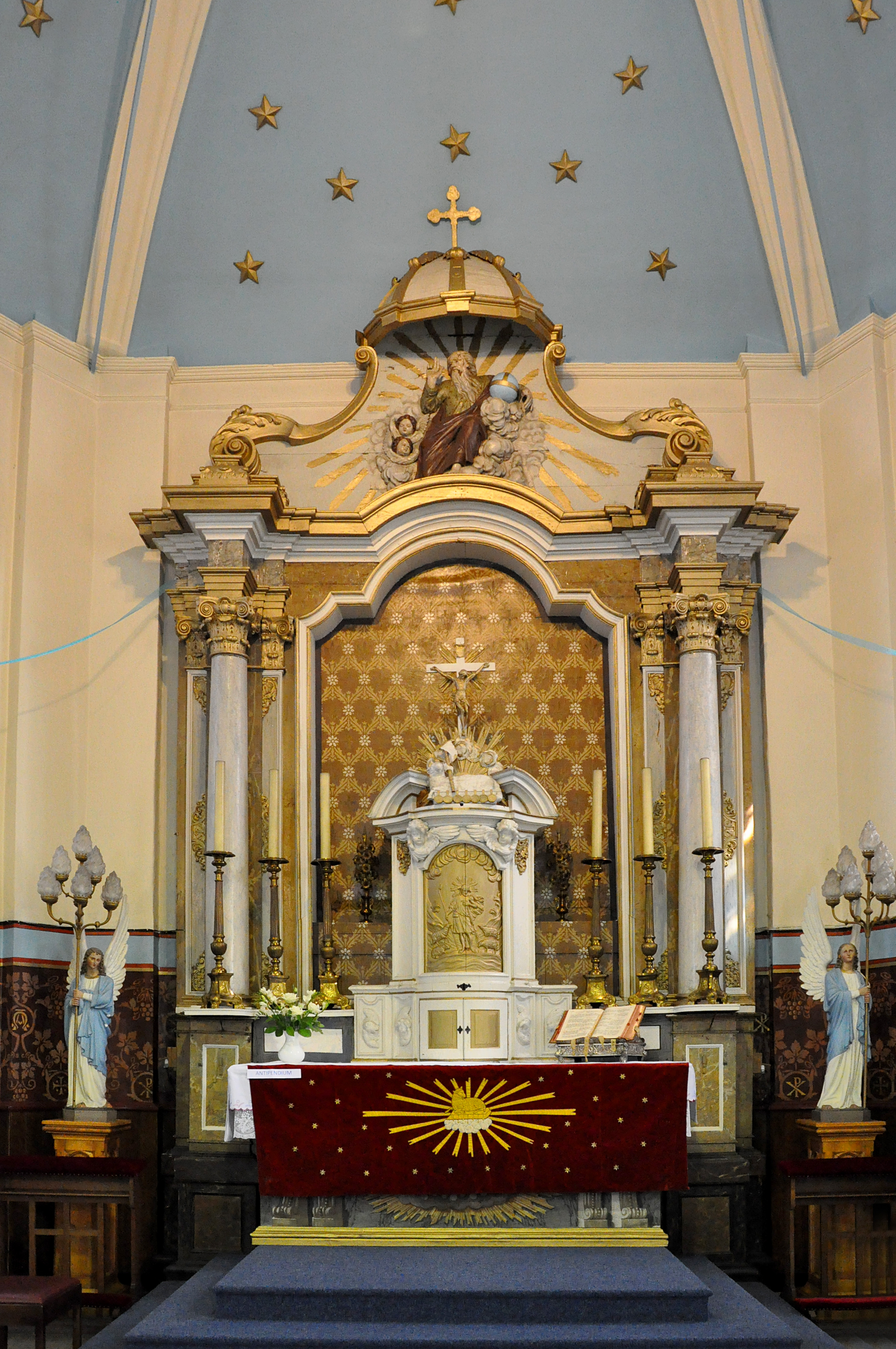
Hoofdaltaar 1734
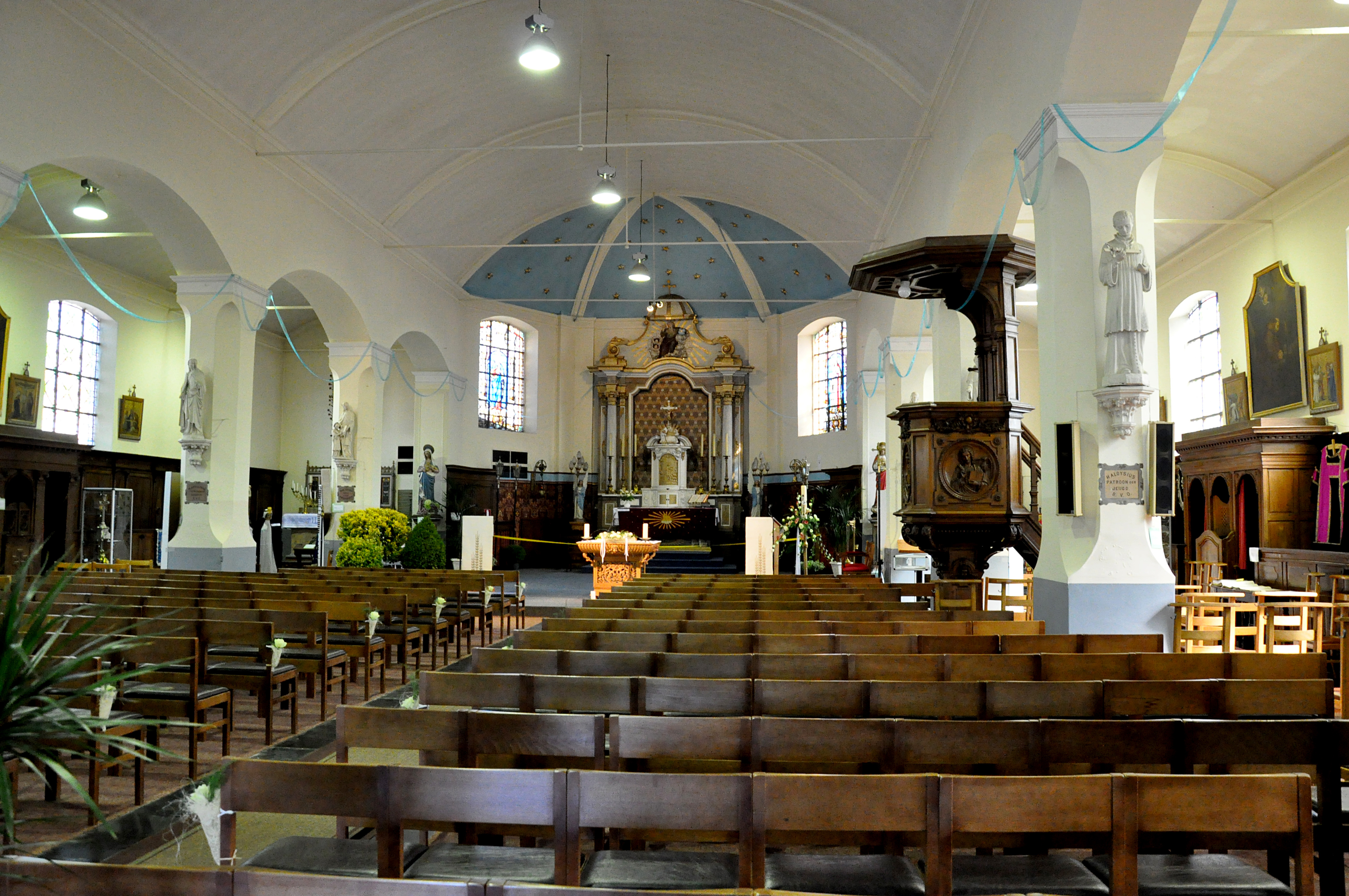
Kerkinterieur
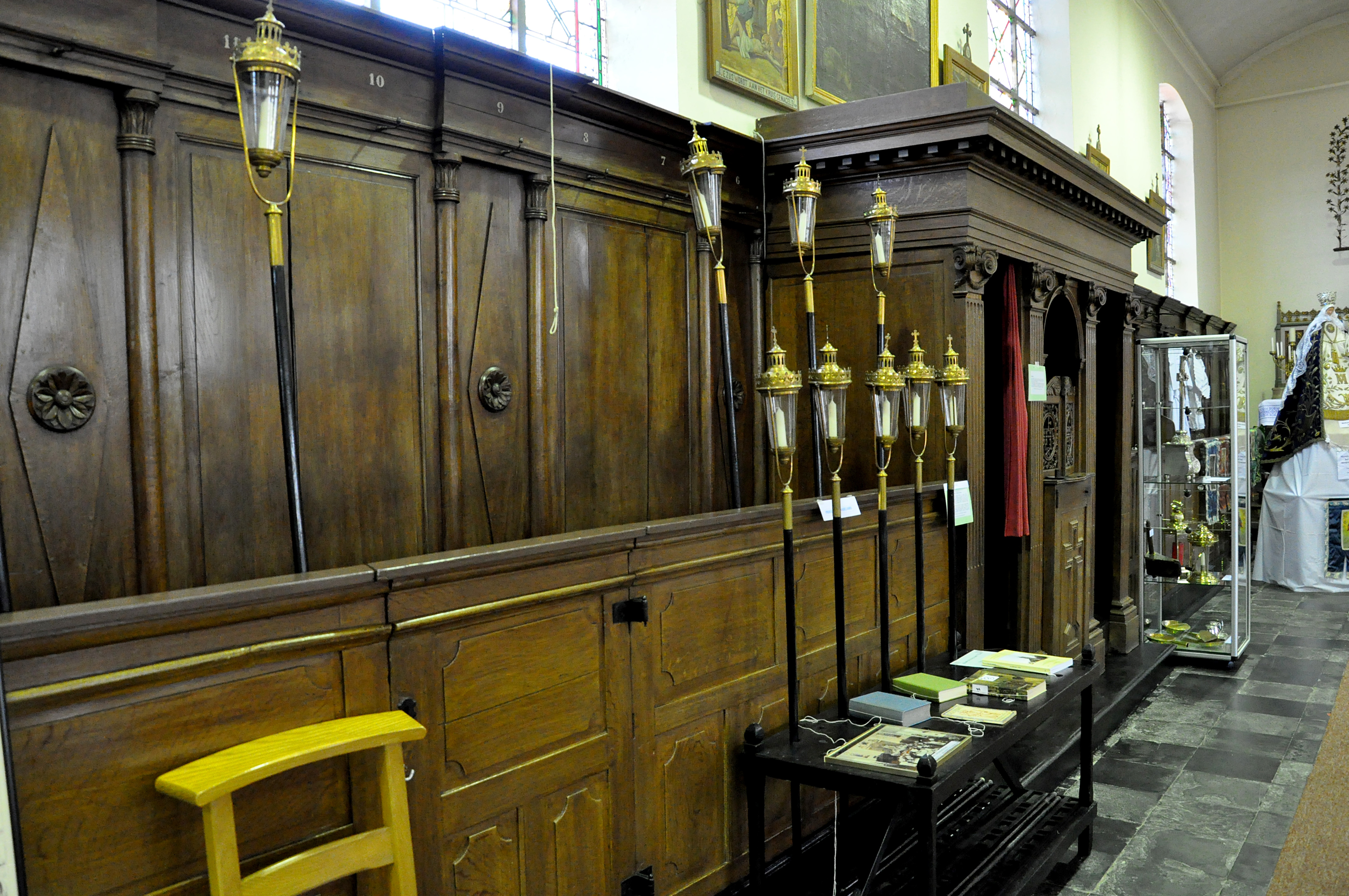
Biechtstoel en noordwand uit eik, 1870
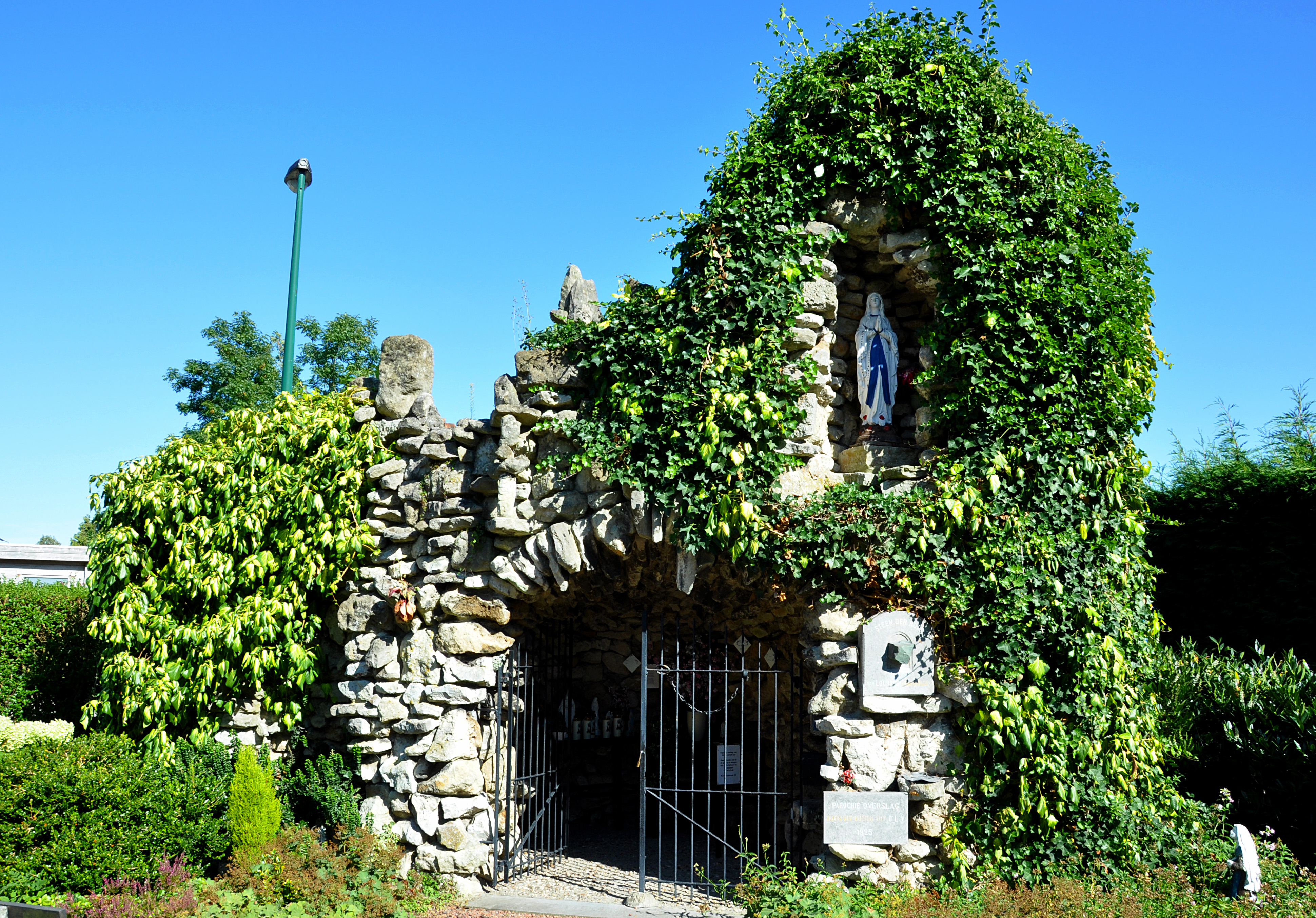
Grot ter ere van "Onze-Lieve-Vrouw Onbevlekt Ontvangen"
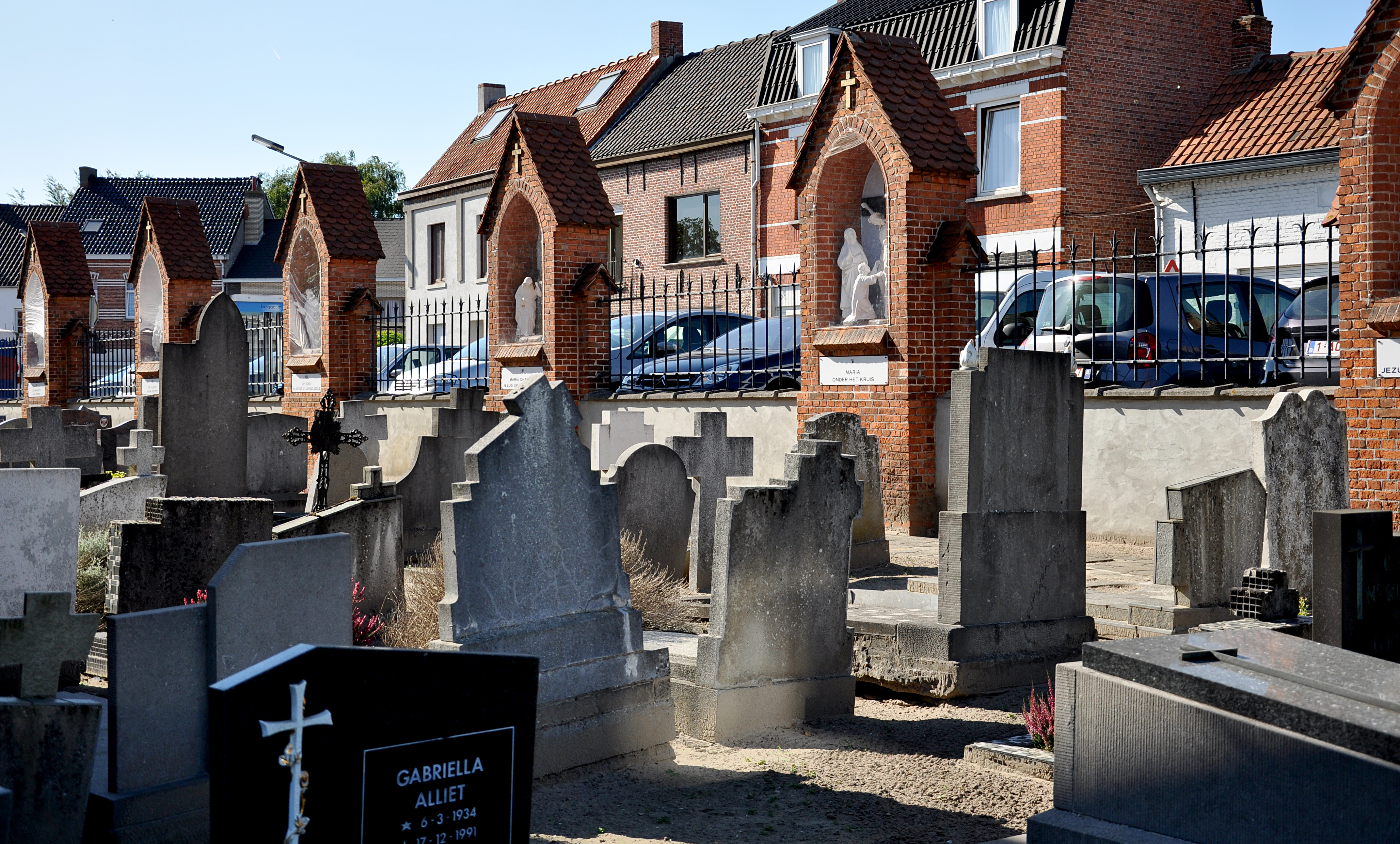
Kerkhofmuur met kapellen